# Кургхели, Амин
Амин Кургхели (род. 26 апреля 1991, Гомель) — белорусский футболист и футбольный судья.

## Биография
Родился 26 апреля 1991 года в Гомеле, имеет алжирские корни. Студент факультета физической культуры Гомельского государственного университета имени Франциска Скорины.

## Карьера

### Игровая карьера
Профессиональную карьеру начал в 2010 году в составе клуба второй лиги Белоруссии ДСК-2, за который сыграл 32 матча и забил 11 голов. С 2011 года стал выступать за основную команду «ДСК-Гомель» в первой лиге. Играл за клуб в течение двух сезонов, но после окончания сезона 2012 «ДСК-Гомель» был расформирован. В начале 2013 года находился во Франции, где проходил сборы с алжирским клубом, но трансфер не был оформлен из-за проблем с документами. Вернувшись в Белоруссию, отыграл два сезона за клуб второй лиги «Жлобин». В 2013 году провёл за команду 21 матч и забил 21 гол, занял с клубом 4 место в лиге. В сезоне 2014 сыграл 30 матчей, в которых забил 38 мячей и стал лучшим бомбардиром второй лиги. В первой части сезона «Жлобин» занял второе место в своей подгруппе, но в финальном этапе опустился на 6 место и упустил путёвку в первую лигу. По итогам сезона Кургхели покинул клуб. В 2015—2016 годах выступал за российский любительский клуб «Заря» (Стародуб) в чемпионате Брянской области.

### Судейская карьера
Судить матчи начал параллельно с игровой карьерой. Поначалу обслуживал матчи чемпионата области и юношеских команд. С 2015 года стал привлекаться к играм профессиональных клубов.
24 ноября 2018 года дебютировал в высшей лиге в матче 29-го тура «Слуцк» — «Ислочь» (0:1), в котором показал одну жёлтую карточку.
22 мая 2020 года Кургхели был назначен главным судьёй финала Кубка Белоруссии между БАТЭ и брестским «Динамо». 2 марта 2021 года работал на матче Суперкубка Белоруссии между БАТЭ и солигорским «Шахтёром».

## Достижения
- Лучший бомбардир Второй лиги Белоруссии: 2014 (38 голов)